# Малкина, Лилиан Соломоновна
Ли́лиан Соломо́новна Ма́лкина (род. 14 июля 1938, Таллин) — советская, российская и чешская актриса театра и кино.

## Биография
С детства посещала драмкружок, где вместе с ней обучались Владимир Коренев, Лариса Лужина, Виталий Коняев.
В 1960 году окончила Ленинградский Театральный институт им. А. Островского и стала актрисой Таллинского русского драмтеатра. Затем она поменяла множество театров в Ленинграде и Москве:
- в 1964—1966 — Театр драмы и комедии «На Литейном» (Ленинград);
- в 1966—1967 — областная филармония;
- в 1968—1970 — Театр-студия «Скоморох» под руководством Г. И. Юденича;
- в 1970—1971 — Московский театр драмы и комедии на Таганке;
- в 1972—1980 — Ленинградский академический театр Комедии им. Н. Акимова;
- в 1980—1984 — Ленинградский театр им. Ленсовета;
- в 1984—1992 — Ленинградский государственный театр «Эксперимент».

Во всех театрах Лилиан Малкина была плотно занята в репертуаре, играла острохарактерные, комедийные роли.
В кино снималась редко, играла в основном эпизодические роли. Наиболее заметные работы: Бабушка («Внимание, черепаха!»), Фрида («Остров погибших кораблей»), Старая монахиня («Руанская дева по прозвищу Пышка»), Побияхо («Белые одежды»), Этель («По имени Барон»).
Одна из любимых актрис Лилиан — Фаина Раневская, с которой она была хорошо знакома.
С 1992 года живёт и работает в Праге (Чехия), снимается в европейском кино и чешских телесериалах, играет в пяти разных театрах.

## Признание и награды
В Чехии популярность пришла к актрисе после участия в фильме «Коля», который в 1997 году получил премию Оскар.
Приз IV фестиваля телевизионных фильмов «Сполохи» в Архангельске за лучшее исполнение женской роли второго плана в сериале «По имени Барон» (2003).
Жизни и творчеству Лилиан Малкиной посвящён документальный фильм «Пани Малкина — чешская Раневская» (2008, режиссёр Сергей Капков).
Телевизионный фильм "Персона – Лилиан Малкина" (2000 год. Таллинн, Эстония. Автор и режиссёр Павел Макаров) 
Национальная анимационная премия «Икар» в номинации «Актёр» (2020) за озвучивание мультфильма «Привет, Бабульник!» (2020).

## Фильмография
1. 1970 — Внимание, черепаха! — бабушка Вовы Васильева
2. 1970 — Хуторок в степи — тапёрша
3. 1973 — Чтобы быть счастливым! — мама Марины
4. 1973 — Игра
5. 1977 — Степь — Роза
6. 1978 — Уходя — уходи — Нина Григорьевна
7. 1981 — Придут страсти-мордасти
8. 1981 — Куда исчез Фоменко? — Коробкина
9. 1981 — Опасный возраст — эпизодическая роль
10. 1983 — Уникум — родственница
11. 1987 — Остров погибших кораблей — Фрида
12. 1989 — Руанская дева по прозвищу Пышка — старая монахиня
13. 1990 — Закат — мадам Эйхбаум
14. 1992 — Белые одежды — профессор Побияхо
15. 1994 — Джорджино (Франция) — миссис Вэннепейн
16. 1995 — Коля (Чехия, Великобритания, Германия) — Тамара
17. 1996 — Приключения Пиноккио (США) — прачка
18. 1999 — Счастливый Конец (Чехия) — попрошайка
19. 2001 — По имени Барон — Этель
20. 2003 — Три цвета любви — тётка Саши
21. 2006 — Очарование зла — медсестра в доме престарелых
22. 2007 — Грайндхаус (США) — бабушка
23. 2007 — Хостел 2 — гримёрша
24. 2008 — Любовь без правил — Фанечка

### Озвучивание мультфильмов
- 2020 — Привет, бабульник! — озорная бабуся